# Herman Monter
Herman Monter (13 dicembre 1926 – 29 settembre 1999) è stato un calciatore tedesco, di ruolo attaccante.

## Carriera

### Club
Giocò nel Saarbrücken oltre cento presenze segnando dodici reti.

### Nazionale
Con la nazionale della Saar collezionò due presenze senza segnare nessun gol.